# Osmancea
Osmancea es una localidad rumana de la comuna de Mereni, en el condado de Constanța.

## Historia
Hacia finales del siglo XIX, la localidad, que ya por entonces pertenecía al condado de Constanța, constituía la comuna homónima de Osmancea, la cual tenía contabilizada una población de 954 habitantes.
En la segunda mitad del siglo XX la localidad había pasado a formar parte de la comuna de Mereni. En el censo de 2021 la localidad tenía una población de 502 habitantes.